# Мариб

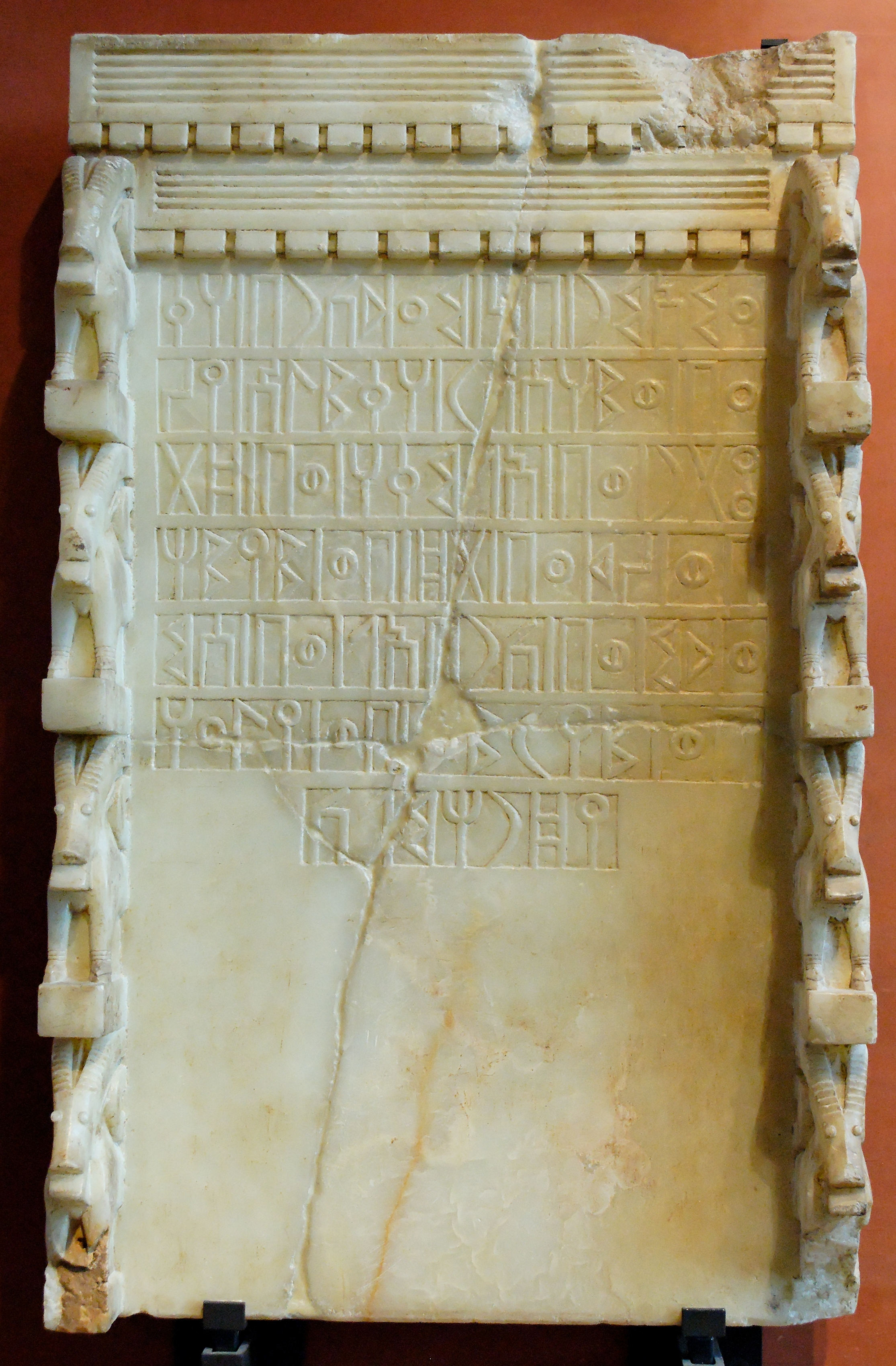
Древнесабейская посвятительная надпись Алмакаху

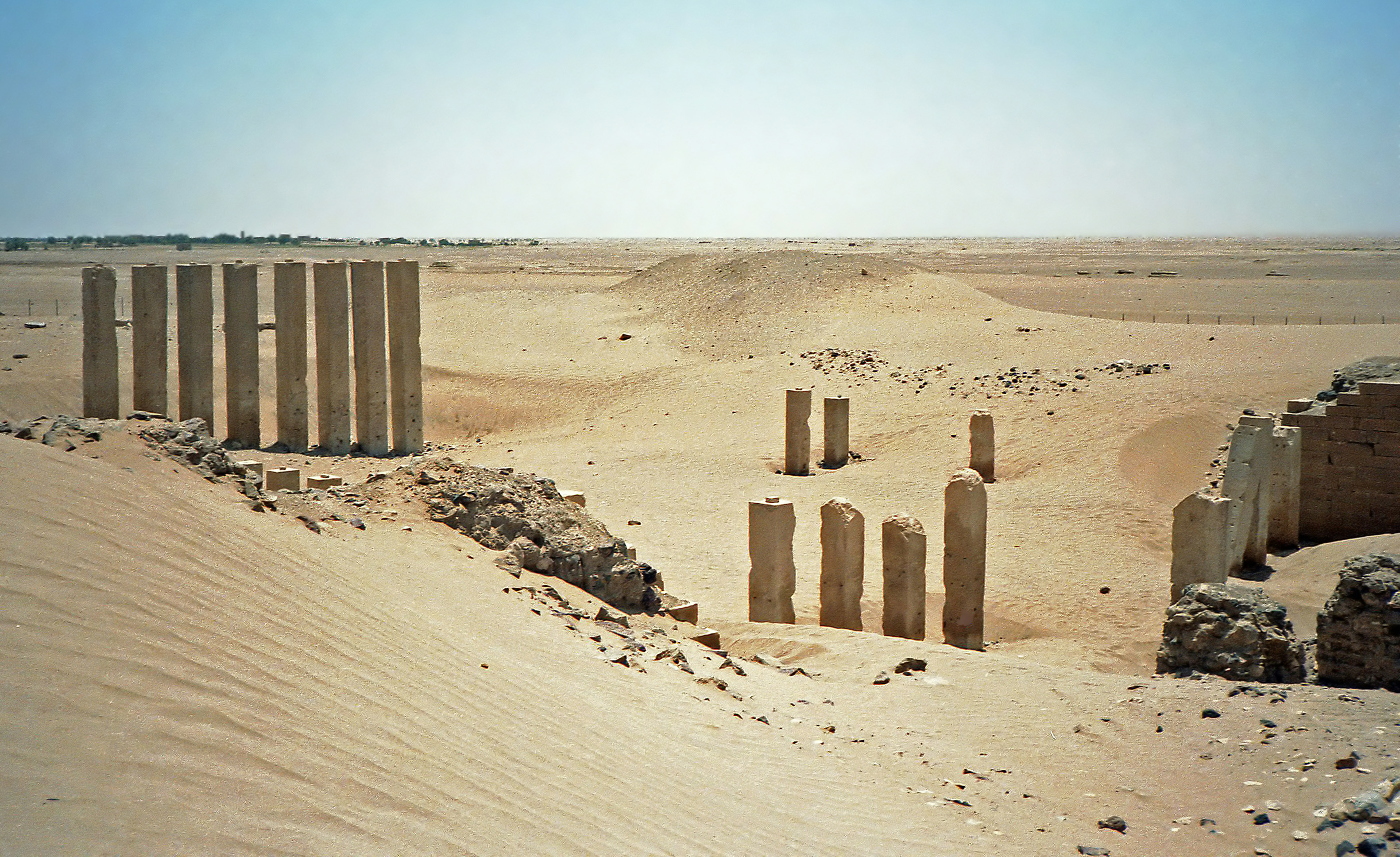
Храм Барран (англ.), наследие сабейской эпохи

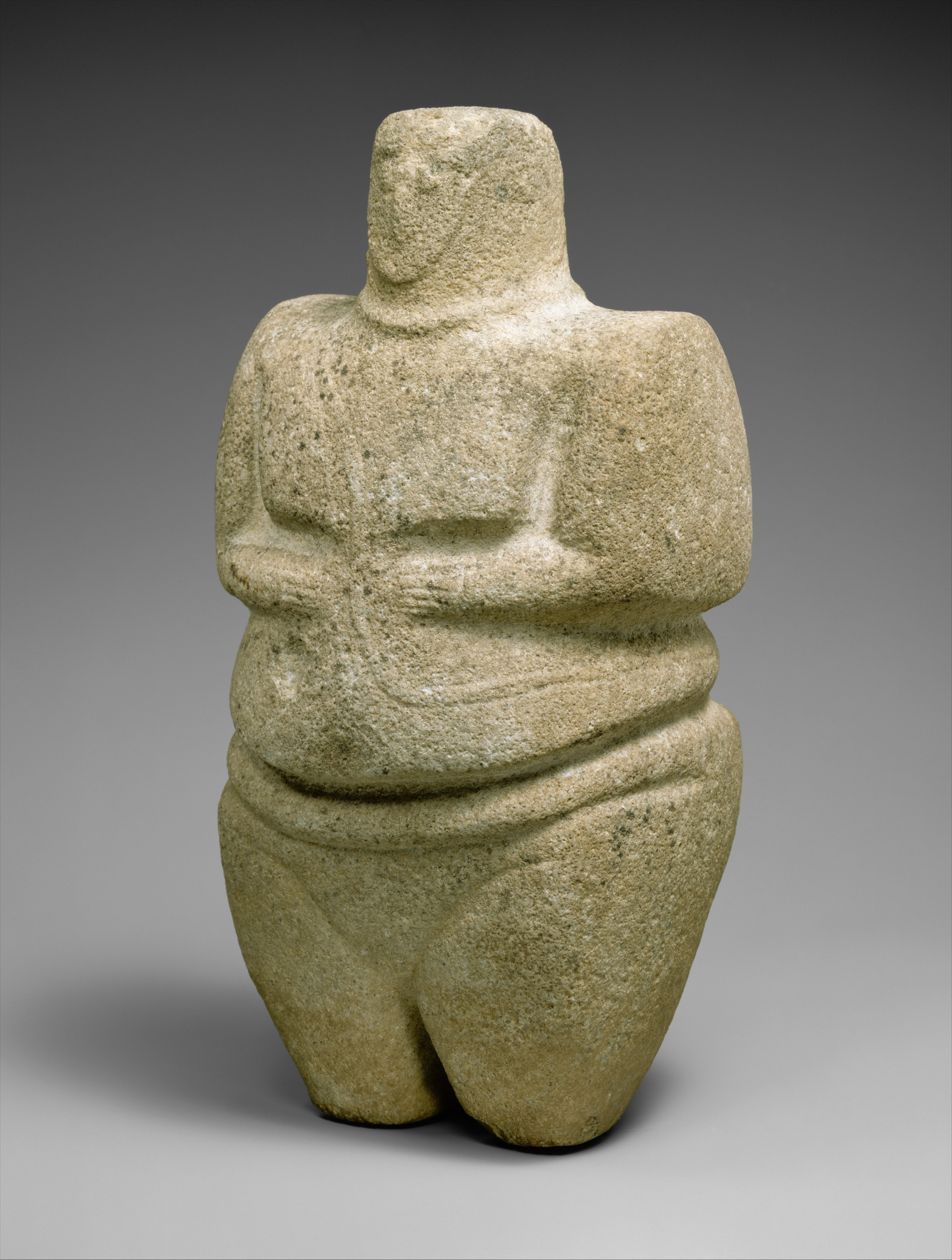
Стоящая женская фигура с ремешком и ожерельем, III-II тысячелетия до н. э., из песчаника и кварцита, высота: 27,5 см, ширина: 14,3 см, глубина: 14,3 см, в Метрополитен-музее (Нью-Йорк)

Ма́риб (араб. مأرب‎) — город в Йемене, административный центр мухафазы Мариб. Является одним из самых древних городов Азии.

## Расположение
Оазис Мариб расположен в центральном Йемене в 135 км к востоку от столицы — Саны; на юго-западе пустыни Руб Аль Хали. Оазис окружён вулканическими долинами Хашаба, песками пустыни Рамлат и известняковыми отрогами Джабаль Балака. Вади Дана разделяет оазис надвое: северный оазис Абйан и южный — Йасран. Древний Мариб находится на севере вади Дана в центре ирригационных полей, тогда как современный город Мариб располагается ещё севернее.

## История
Территория древнего Мариба усеяна значительным числом древних поселений, мест поклонений, кладбищ, сельскохозяйственных построек и ирригационных систем. Согласно радиоуглеродному анализу, первое поселение на территории Мариба возникло около 1900 г. до н. э. С 1200 г. берёт своё начало Южноаравийская культура, когда было основано Сабейское царство.
История древнего Мариба отражена в надписях, оставленных царями Сабы. Царство достигло своего пика в VII веке до н. э. во времена царя Kaрибила Ватара. Во 2-й половине I тыс. до н.э. цари Сабы теряют контроль над многими территориями, а доминирующая роль в Южной Аравии переходит к Катабану. В I в. до н. э. контроль над Марибом устанавливает Химьяр. В 25 г. до н. э. римский второй префект Египта, Элий Галл, с 3 легионами и вспомогательными войсками Ирода Великого предпринял неудачный поход в регион и в пределах Мариба теряются следы его армии. В начале II в. Саба выходит из под контроля Химьяра и Мариб вновь становится столицей независимого царства, но к III веку Химьяр вновь становится доминирующим царством в регионе. В борьбе с Аксумом и арабскими племенами проходит всё царствование монархов Химьяра вплоть до 525 года, когда иудейский царь Зу Нувас Юсуф Асар Ясар (Масрук) погиб под ударами Эфиопии и Византии. До начала VII века христианство было доминирующей религией региона. В 628 году приходит ислам и Мариб начинает приходить в упадок. Лишь с 1984 г. современный Мариб испытал некоторое оживление, превратившись в базу для разработки нефтяных месторождений в Алифе.